# Primer ministre d'Algèria

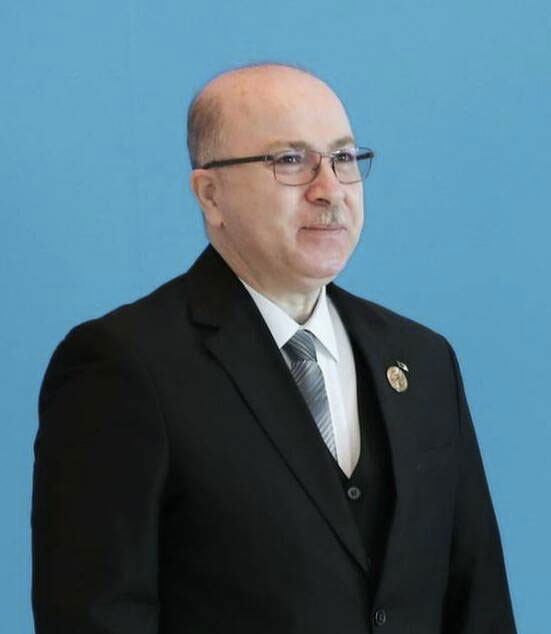
Fotografia d'Aïmene Benabderrahmane.

Lo primer ministre d'Algèria és lo cap de govern del país. Aquesta és la llista dels primers ministres d'Algèria des de 1962.
| Nom                          | Començament del mandat | Fi del mandat          | Partit                                        |
| ---------------------------- | ---------------------- | ---------------------- | --------------------------------------------- |
| Ahmed Ben Bella              | 27 de setembre de 1962 | 20 de setembre de 1963 | Front Nacional d'Alliberament d'Algèria - FLN |
| sense primers ministres      |                        |                        |                                               |
| Mohamed Ben Ahmed Abdelghani | 8 de març de 1979      | 22 de gener de 1984    | Front Nacional d'Alliberament d'Algèria - FLN |
| Abdelhamid Brahimi           | 22 de gener de 1984    | 5 de novembre de 1988  | Front Nacional d'Alliberament d'Algèria - FLN |
| Kasdi Merbah                 | 5 de novembre de 1988  | 9 de setembre de 1989  | Front Nacional d'Alliberament d'Algèria - FLN |
| Mouloud Hamrouche            | 9 de setembre de 1989  | 5 de juny de 1991      | Front Nacional d'Alliberament d'Algèria - FLN |
| Sid Ahmed Ghozali            | 5 de juny de 1991      | 8 de juliol de 1992    | Front Nacional d'Alliberament d'Algèria - FLN |
| Belaid Abdessalam            | 8 de juliol de 1992    | 21 d'agost de 1993     | Front Nacional d'Alliberament d'Algèria - FLN |
| Redha Malek                  | 21 d'agost de 1993     | 11 d'abril de 1994     | sense partit                                  |
| Mokdad Sifi                  | 11 d'abril de 1994     | 31 de desembre de 1995 | sense partit                                  |
| Ahmed Ouyahia                | 31 de desembre de 1995 | 15 de desembre de 1998 | Unió nacional per a la democràcia - RND       |
| Smail Hamdani                | 15 de desembre de 1998 | 23 de desembre de 1999 | sense partit                                  |
| Ahmed Benbitour              | 23 de desembre de 1999 | 26 d'agost de 2000     | sense partit                                  |
| Ali Benflis                  | 26 d'agost de 2000     | 6 de maig de 2003      | Front Nacional d'Alliberament d'Algèria - FLN |
| Ahmed Ouyahia                | 6 de maig de 2003      | 24 de maig de 2006     | Unió nacional per a la democràcia - RND       |
| Abdelaziz Belkhadem          | 24 de maig de 2006     | 23 de juny de 2008     | Front Nacional d'Alliberament d'Algèria - FLN |
| Ahmed Ouyahia                | 23 de juny de 2008     | 3 de setembre de 2012  | Unió nacional per a la democràcia - RND       |
| Abdelmalek Sellal            | 3 de setembre de 2012  | 13 de març de 2014     | Independent                                   |
| Youcef Yousfi                | 13 de març de 2014     | 29 d'abril de 2014     | Front Nacional d'Alliberament d'Algèria - FLN |
| Abdelmalek Sellal            | 29 d'abril de 2014     | 25 de maig de 2017     | Front Nacional d'Alliberament d'Algèria - FLN |
| Abdelmadjid Tebboune         | 25 de maig de 2017     | 15 d'agost de 2017     | Front Nacional d'Alliberament d'Algèria - FLN |
| Ahmed Ouyahia                | 16 d'agost de 2017     | 12 de març de 2019     | Unió nacional per a la democràcia - RND       |
| Noureddine Bedoui            | 12 de març de 2019     | 19 de desembre de 2019 | Independent                                   |
| Sabri Boukadoum              | 19 de desembre de 2019 | 28 de desembre de 2019 | Independent                                   |
| Abdelaziz Djerad             | 28 de desembre de 2019 | 2021                   | Front Nacional d'Alliberament d'Algèria - FLN |
| Aïmene Benabderrahmane       | 2021                   | actualitat             | Front Nacional d'Alliberament d'Algèria - FLN |